# دييغو أولسون
دييغو أولسون (بالإسبانية: Diego Ohlsson)‏ هو لاعب كرة قدم تشيلي، ولد في 12 مارس 1999 في سانتياغو في تشيلي. لعب مع كولو-كولو.

## وصلات خارجية
- دييغو أولسون على موقع قاعدة بيانات كرة القدم.إي يو (الإنجليزية)
- دييغو أولسون على موقع Soccerway.com (الإنجليزية)
- دييغو أولسون على موقع عالم كرة القدم.نت (الإنجليزية)